# ヨーコ・ゼッターランド
ヨーコ・ゼッターランド（Yoko Karin Zetterlund、日本名・堀江 陽子（ほりえ ようこ）、1969年3月24日 - ）は、アメリカ合衆国出身のスポーツコメンテーター・元バレーボールアメリカ代表選手。ホリプロ所属。

## 来歴
アメリカ合衆国カリフォルニア州サンフランシスコで生まれる。母親の堀江方子は元バレーボール日本代表選手。
1975年6歳の時、母とともに日本に移住。文京区立第十中学校に入学、部活動として本格的にバレーボールを始める。石本星二の指導を受け、1983年、第13回全日本中学生選手権大会で初優勝、ベスト6を受賞。
高校は母親がコーチを務める東京の中村高校に入学。全東京メンバーとしては、国体優勝、中村高校では春高バレー・インターハイで3位入賞を果たし、全日本ジュニアメンバーとして、アジアジュニア選手権での優勝を経験した。
高校卒業時には、複数の強豪実業団チームが獲得に動き一躍脚光をあびるが、1987年、早稲田大学人間科学部スポーツ科学科（現・スポーツ科学部）へ入学した。女子バレー部に入部し、当時関東大学リーグ6部最下位にあったチームを2部優勝まで導く。しかし当時バレー界では、進路至上主義が非常に強く、卒業後の実業団バレー選手への道は閉ざされてしまう。このため、全日本代表としてのオリンピック出場を断念し、出生地であるアメリカ国籍を選択する。
大学卒業直前の1991年2月に単身渡米し、アメリカナショナルチームのトライアウトを受験し合格。大学卒業後はフジテレビに入社するが休職扱いで4月に再渡米し、ナショナルチームでの活動を本格的に始動。1992年バルセロナオリンピックに出場し銅メダル獲得。続く1996年アトランタオリンピックにも出場し、アメリカナショナルチームで7年間活躍した。
同年、実業団チームの東芝シーガルズへ入団。翌1997年にダイエー・オレンジアタッカーズとプロ契約しVリーグでプレー。休部予定であったダイエーの3年ぶり2度目の優勝に大きく貢献し、ベスト6を獲得した。
1998年日本バレーボール界初のプロチームとなった、オレンジアタッカーズでプレーし、1999年の皇后杯黒鷲旗（全日本選手権大会）で2連覇。これらの大会でもベスト6を受賞した。1999年5月、現役を引退。
引退後はスポーツコメンテーターとして、テレビ、ラジオ、雑誌をはじめ、講演、解説、バレー教室、エッセー執筆などで活動。2018年より、ホリプロ所属。
2009年10月より、鹿屋体育大学大学院体育学研究科に入学。同大学の東京サテライトキャンパスに2年間通学し、2011年9月修士課程修了。
2007年3月 - 2011年3月日本バレーボール協会理事
2007年8月 - 2012年3月日本バスケットボールリーグ理事
2010年7月 - 2014年1月（社）日本プロサッカーリーグ理事を務めた。
2012年5月～2014年3月、小中学生を対象に「ヨーコ・ゼッターランドバレーボールクラブ」を開設した。
2013年1月～2017年3月、嘉悦大学女子バレーボール部監督。
2019年4月～2024年3月、日本女子体育大学体育学部健康スポーツ学科准教授。バレーボール部副部長兼学内コーチ。
2024年9月、リーグ・ワン・バレーボールのアトランタのコーチ就任が発表された。

## 現役職
- 公益社団法人日本アメリカンフットボール協会理事
- 一般社団法人日本女子サッカーリーグ（愛称：なでしこリーグ） 理事
- 一般社団法人日本ボッチャ協会理事
- 公益財団法人スペシャルオリンピックス日本評議員
- 一般財団法人上月財団理事
- 有限会社オフィスブロンズ取締役社長

## 人物・エピソード
- 父親はスウェーデン系アメリカ人、母親は日本人。
- 漫画『オリンピックの世紀』にて、アトランタオリンピック出場までの生涯が漫画化された。
- 早稲田大学進学の理由は、現役引退後に指導者を目指すというセカンドキャリアを見据えた選択であった[2]。
- 現役引退の理由のひとつは、当時Vリーグが女子のみ外国籍選手排除の方針を決めた事である[注釈 5]。
- 2004年3月、有限会社オフィスブロンズを設立。自らが所属、取締役社長となった。
- 2001年にJリーグの専門番組である「Jリーグナイト」のアシスタントとして起用された時には、サッカーやJリーグに関する知識は全くなかったが、数々のスタジアムやキャンプ地訪問などでその見識を深めた。中でも同年のシーズンでJ1（1部）昇格を決めたベガルタ仙台のファンになり、番組降板後も市民後援会へのコラム寄稿や選手に対するセミナー講師の担当などで良好な関係を維持している。

## 所属チーム
選手
- 文京区立第十中学校（1981年4月‐1984年3月）
- 私立中村高等学校（1984年4月‐1987年3月）
- 早稲田大学（1987年4月‐1991年3月）
- アメリカナショナルチーム（1991年4月‐1997年9月）
- 東芝シーガルズ（1996年10月‐1997年5月）
- ダイエー・オレンジアタッカーズ（1997年9月‐1999年5月）

指導者
- 嘉悦大学女子バレーボール部 監督（2013年1月-2017年3月）
- 日本女子体育大学体育学部バレーボール部 副部長兼学内コーチ（2019年4月-2024年3月）
- LOVBアトランタ コーチ（2024年-）

## 球歴
学生時代
- 1983年 - 第13回全日本中学選手権（優勝、ベスト6）
- 1985年 - 第40回わかとり国体（鳥取県）（優勝）
- 1986年 - 第17回春の高校バレー（3位）
- 1986年 - 津山インターハイ（岡山県）（3位）
- 1986年 - アジアジュニア選手権（タイ）（優勝）
- 1987年 - 世界ジュニア選手権（韓国）（4位）
- 1987年 - ユニバーシアード（旧ユーゴスラビア・ザグレブ）（10位）

アメリカ代表
- 1992年 - バルセロナ五輪（銅メダル）
- 1994年 - ブラジル世界選手権（6位）
- 1995年 - ワールドグランプリ（優勝）
- 1995年 - ワールドカップ（7位）
- 1996年 - アトランタ五輪（7位）

実業団・Vリーグ
- 1996年 - 第26回実業団リーグ（優勝、昇格）
- 1998年 - 第4回Vリーグ（優勝）
- 1998年 - 第47回黒鷲旗全日本選手権（優勝）
- 1999年 - 第48回黒鷲旗全日本選手権（優勝）

## 受賞歴
- 1998年 - 第4回Vリーグ ベスト6
- 1998年 - 第47回黒鷲旗全日本選手権 ベスト6
- 1999年 - 第48回黒鷲旗全日本選手権 ベスト6

## 出演

### 過去
- スポーツボンバー!（TBSラジオ）
- ヘルシートーク
- ザ・ワイド（日本テレビ）
- 大相撲ダイジェスト（テレビ朝日）
- やじうまワイド（テレビ朝日）
- Jリーグナイト!（スカイパーフェクTV!）
- 踊る!さんま御殿!!（日本テレビ）
- 2COOL!（2007、2008年シーズンオフ。東海ラジオ放送）